# Korpo

Wappen der ehemaligen Gemeinde Korpo

Korpo (schwedisch), finnisch Korppoo, ist eine ehemalige Gemeinde im Schärenmeer vor der Küste Südwestfinnlands. Heute gehört Korpo zur Stadt Pargas (Parainen).
Das Gebiet von Korpo wurde im Mittelalter von schwedischen Ackerbauern besiedelt. Das Kirchspiel Korpo wurde wohl um 1300 gegründet, aber erst 1434 erstmals urkundlich erwähnt. Zum Jahresbeginn 2009 schloss sich Korpo zusammen mit den Gemeinden Nagu, Houtskär und Iniö sowie der Stadt Pargas zur Stadt Väståboland zusammen, welche 2012 wiederum in Pargas umbenannt wurde.
Das ehemalige Gemeindegebiet von Korpo liegt westlich von Nagu und südöstlich von Houtskär und umfasst insgesamt über 2.000 Schären und Klippen. Das Kirchdorf Korpo liegt knapp 50 Kilometer vor Turku auf der Insel Kyrklandet, die zweitgrößte Insel ist Norrskata. Die ehemals zur Gemeinde Korpo gehörige Schäre Utö ist die südlichste ganzjährig bewohnte Insel Finnlands. Unter Ausschluss der Meeresgebiete hatte Korpo eine Fläche von 178,66 km². Die Einwohnerzahl betrug 860, davon 74,4 % Finnlandschweden. Offiziell war die Gemeinde zweisprachig mit Schwedisch als Mehrheits- und Finnisch als Minderheitssprache. Die Schwedische Volkspartei, die traditionelle politische Vertretung der Finnlandschweden, erhielt bei den Kommunalwahlen 2004 100 % der Stimmen.
Korpo liegt an einer strategisch wichtigen Stelle am Rand des südwestfinnischen Schärengebiets und beherbergt daher die Militärstützpunkte Gyltö und Utö. Die finnische Armee ist der größte Arbeitgeber in der ehemaligen Gemeinde. Daneben lebt die Bevölkerung von Landwirtschaft und Tourismus. Die wichtigsten Sehenswürdigkeiten von Korpo sind die zwischen 1430 und 1450 erbaute Feldsteinkirche St. Michael, die Holzkirche von Norrskata, die Kapellen auf Aspö und Jurmo, das als Aussichtsturm fungierende Wetterradar auf Rumar und der älteste Leuchtturm Finnlands auf Utö.

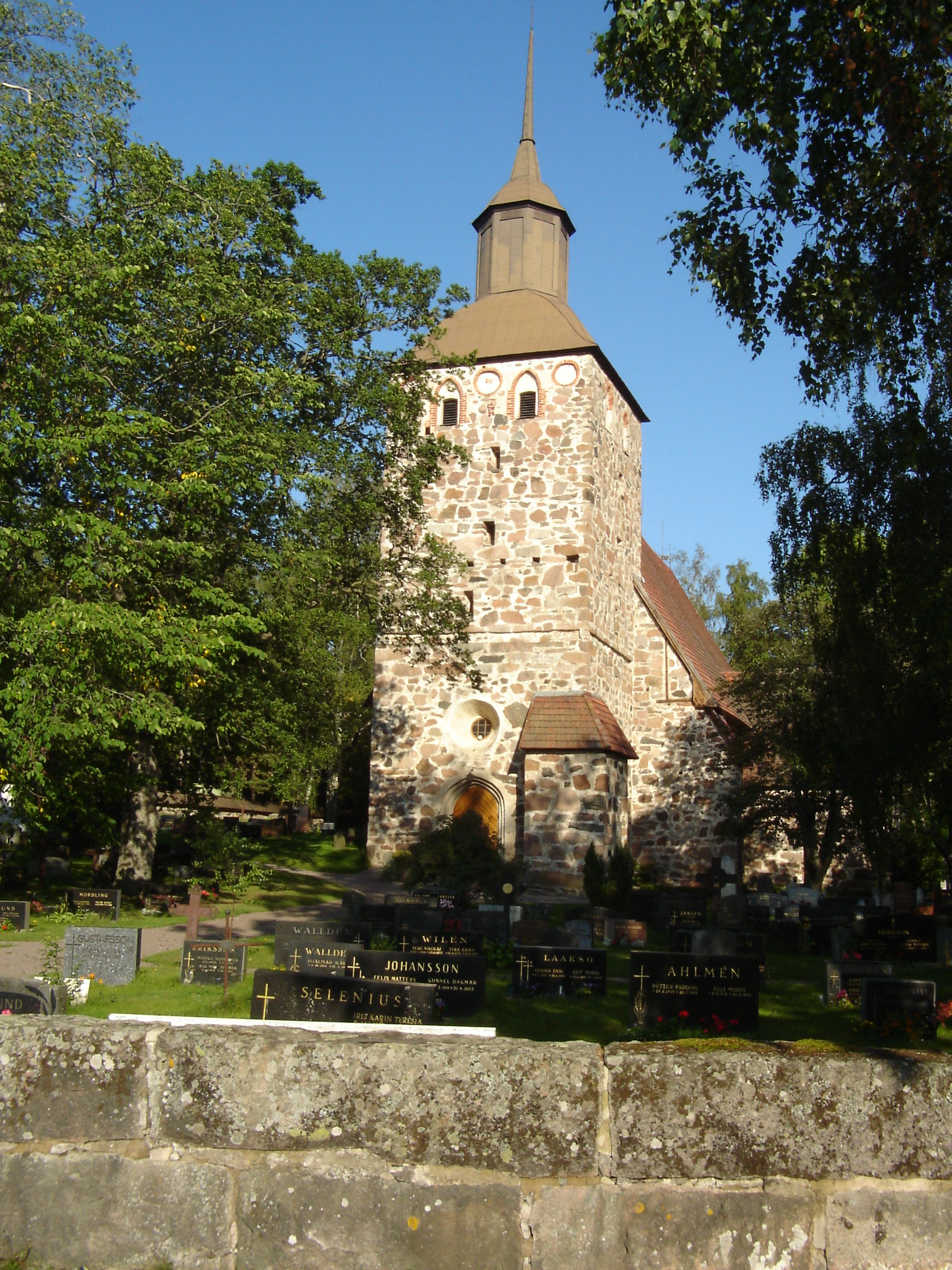
Die mittelalterliche Feldsteinkirche von Korpo
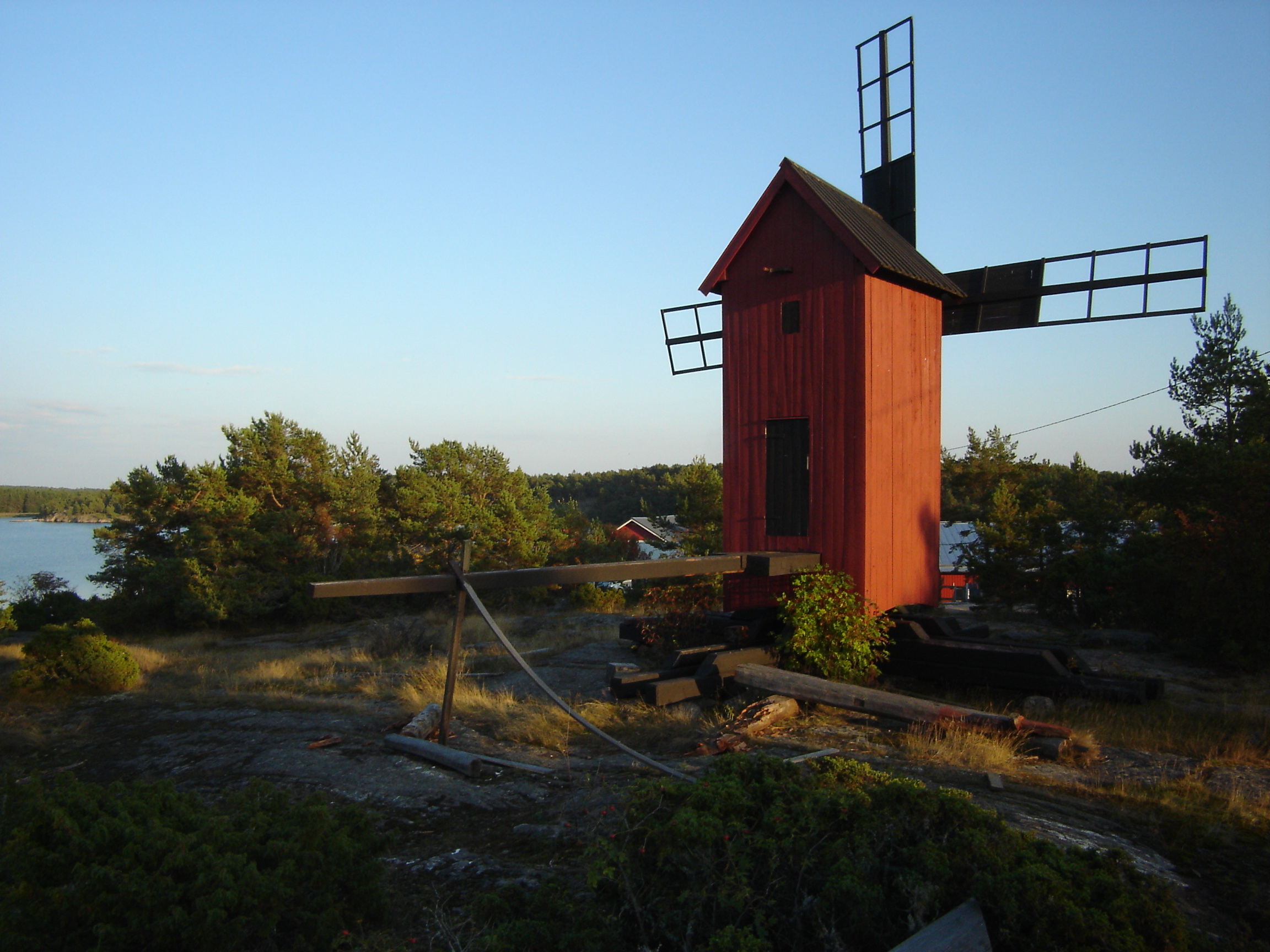
Windmühle im Dorf Korpoström im Süden der Insel Kyrklandet